# Portugal op het Eurovisiesongfestival 2003
Portugal nam deel aan het Eurovisiesongfestival 2003 in Riga, Letland. Het was de 38ste deelname van het land op het Eurovisiesongfestival. De selectie verliep via het jaarlijkse Festival da Canção. De RTP was verantwoordelijk voor de Portugese bijdrage voor de editie van 2003.

## Selectieprocedure
Net zoals de voorbije jaren werd ook dit jaar de kandidaat gekozen via het jaarlijkse Festival da Canção.
De nationale finale werd gehouden in Lissabon. Rita Guerra was reeds intern gekozen en zij bracht 3 liedjes tijdens deze finale waaruit de winnaar werd gekozen door televoting.
| Volgorde | Artiest     | Lied                                | Punten | Plaats |
| -------- | ----------- | ----------------------------------- | ------ | ------ |
| 1        | Rita Guerra | "Prazer no pecado"                  | 15     | 2      |
| 2        | Rita Guerra | "Estes dias sem fim"                | 10     | 3      |
| 3        | Rita Guerra | "Deixa-me sonhar (só mais uma vez)" | 75     | 1      |

## In Letland
In Riga moest Portugal optreden als zevende na Bosnië-Herzegovina en voor Kroatië.
Na de puntentelling bleek dat Portugal als tweeëntwintigste was geëindigd met een totaal van 13 punten.
Nederland en België hadden geen punten over voor deze inzending.

### Gekregen punten

#### Finale
| 12 punten | 10 punten | 8 punten   | 7 punten           | 6 punten    |
| --------- | --------- | ---------- | ------------------ | ----------- |
|           |           |            |                    | - Frankrijk |
| 5 punten  | 4 punten  | 3 punten   | 2 punten           | 1 punt      |
|           |           | - Oekraïne | - Ierland - Spanje |             |

### Punten gegeven door Portugal

#### Finale
Punten gegeven in de finale:
| 12 punten | Spanje     |
| 10 punten | Oostenrijk |
| 8 punten  | Turkije    |
| 7 punten  | Ierland    |
| 6 punten  | België     |
| 5 punten  | Noorwegen  |
| 4 punten  | Rusland    |
| 3 punten  | Zweden     |
| 2 punten  | Frankrijk  |
| 1 punt    | Malta      |

1964 · 1965 · 1966 · 1967 · 1968 · 1969 · 1970 · 1971 · 1972 · 1973 · 1974 · 1975 · 1976 · 1977 · 1978 · 1979 · 1980 · 1981 · 1982 · 1983 · 1984 · 1985 · 1986 · 1987 · 1988 · 1989 · 1990 · 1991 · 1992 · 1993 · 1994 · 1995 · 1996 · 1997 · 1998 · 1999 · 2000 · 2001 · 2002 · 2003 · 2004 · 2005 · 2006 · 2007 · 2008 · 2009 · 2010 · 2011 · 2012 · 2013 · 2014 · 2015 · 2016 · 2017 · 2018 · 2019 · 2020 · 2021 · 2022 · 2023 · 2024 · 2025